# Бела и Себастијан
Бела и Себастијан (фр. Belle et Sébastien) је француска филмска драма из 2013. године. Режисер филма је Николас Вање док главне улоге тумаче Феликс Босу, Маргери Шатерије и Чеки Карјо. Филм је рађен по роману Бела и Себастијан ауторке Сесил Обри 

## Синопсис
У француским Алпима, током 1943. године, Себастијан је седмогодишњи дечак (сироче) који живи са Цезаром, деком који га је усвојио и његовом нећаком Ангелином. Необична породица живи у малом селу Саинт-Мартин, чији становници упркос немачкој окупацији потајно организују пролазак јеврејских прогнаника у Швајцарску. Село мучи и тајанствена "Звер" која плени стада пастира и становника, укључујући и Цезарове животиње.
Себастијан је веома усамљено дете које пати због одсуства своје мајке. Он верује да је она мигрирала "у Америку, управо преко тих планина", и све своје дане проводи у планинама. Једног дана, на путу кући, сусреће огромног пса, дивљег и потпуно дискредитованог: то је такозвана "Звер". Себастијан није спор у склапању пријатељства са животињом и назива је "Бела", јер је задивљен њеном лепотом након што је очишћена од блата којим је била обложена. Себастијан одлучује да чува своје пријатељство са Белом као тајну како би је заштитио.
У међувремену, немачка патрола, којом је командовао двосмислени поручник Питер Браун, стиже у село како би прекинуо тајни пут Јевреја у бекство. Себастијан се током једног од својих путовања заједно са Белом сударио са двојицом војника; Бела реагује нападом и повређује једног од војника. Поручник Браун наређује градоначелнику Саинт-Мартина да организује лов како би пронашао и убио ту "Звер". У међувремену, Цезар открива Себастијанову тајну и ужаснут је. Знајући да ће Себастијан покушати да спречи пуцање Беле, Цезар даје дечаку погрешна упутства за ловиште. Али још увек је био у стању да се меша, бар на неко време. Потом га Цезар изводи из околине, док лов наставља. Цезар и сеоски људи успевају да пронађу и повреде Белу. Себастијан излази из затвора, проналази рањеног пса и покушава јој помоћи. Сада је бесан на Цезара, али тражи помоћ од др Жулама, сеоског лекара и Ангелиног дечка. Након првобитног оклевања пристаје да лечи Белу и спашава јој живот.
Непознат за Себастијана, др. Жулам је такође тај који је одговоран за пратњу Јевреја до швајцарске границе. Једне вечери лекар сакрива породицу у пећини пре излета на границу, када се у долини чује звук вукова. Доктор излази напоље, када вукови почну да изазивају комешања оваца. Жулам склизне и падне у обор док се Бела ниоткуда појави и отера вукове. Доктор седи и оплакује: сломљен му је глежањ, не може ходати. Пронађе санке, легне на њу и крене пут у град када га Бела заустави, ухвати конопац и поче га вући. Одводи га у кућу Ангелине где су сви осим Себастијана и Жулама били изненађени псом. Цезар се одмах извињава Себастијану што је хтео да убије Белу.
Доктор који је сада повређен, више не може водити Јевреје а његово место заузимају Ангелина и Себастијан. Дечак се спријатељи са Естер, кћерком две избеглице које је доктор требало да испрати и разговарајући с њом, открива да га је Цезар лагао о томе где је заправо Америка. Те вечери, Себастијан се враћа у град и проваљује у школу да погледа мапу. Касније му Цезар открива истину: мајка му је умрла док га је родила. Цезар је био случајно присутан и пристао је да се брине за Себастијан; до сада је ћутао или је радије лагао да би га заштитио. Себастијан је тужан, али сада зна да увек може рачунати на Сезара и он склапа мир с њим. Бадње вече је а Цезар му даје драгоцен поклон: џепни сат са компасом.
У међувремену, Немци схватају да би неки Јевреји могли да покушају да побегну на Божић и започну прочишћавање планинских превоја. Ангелина и Јевреји напуштају пећину, али путовање прекида поручник Браун. Он повиче на њу и она брже одведе породицу горе. Поновно виче на њу, али све их изненада преплави снежна лавина коју изазивају његови крикови. Поручник Браун, кад је ископан из снега, упозорава је да крену другом рутом до границе јер његови војници патролирају планином. Ангелина се изненади и пољуби га.
Сада је једини могући начин опасан и пун кривина; Себастијан се хвали да ће их Бела, захваљујући свом њуху, водити. Бела, Себастијан и Ангелина без потешкоћа успевају да побегну од Немаца и доведу Јевреје у Швајцарску, где их је дочекао локални водич. Овде Ангелина открива да ће отићи у Енглеску да помогне у победи у рату. Обећава Себастијану да ће се вратити кад све буде готово, а Бела и Себастијан се враћају кући. Швајцарски водич је пропитује да ли је сигурна да је он способан да тако дуго и тешко путује, али Ангелина у сузама одговара да Себастијан није сам.

## Улоге
- Феликс Босу као Себастијан
- Маргери Шатерије као Ангелина
- Чеки Карјо као Цезар
- Андреа Пиешман као Браун
- Димитри Сторож као доктор

## Продукција
За мање од недељу дана у Италији је овај филм добио прво место у биоскопима од укупног износа од 4,5 милиона евра. Чињенице приповедане у филму преузете су из приче француске списатељице Сесил Обри, која је потом пребачена на мали екран као ТВ серија 60тих. Касније, 80-их, Бела и Себастијан су такође постали дуги низ јапанских цртаних филмова, чији је љубитељ био и режисер овог филма Николас Вање. "Као дете био сам потпуно луд за ТВ серијом Бела и Себастијан, због чега сам, када су ми понудили овај пројекат, био веома застрашен! За мене то није била глупа ТВ серија. Прихватити да направим адаптацију филма био је велики изазов. Када ме продукција контактирала, одједном се све што сам покушао гледајући Белу и Себастијана пробудило и осећало се присиљеним да овај филм учиним најбољим ".
Вање је хтео да направе нову верзију о истинитој причи која је очарала генерације са филмском продукцијом: један од новитета у филму, на пример, треба поставити причу током Другог светског рата, која је, међутим, у цртаћу потпуно ван историјског контекста.
Уз то, Вање је успео да савршено створи визуелно поље дуж живописних високих планина и пространства који су такође главни актери филма.
Феликс Босу, дечак који игра главну улогу, изабран је од више од 2.400 деце истих кандидата за режисера због "удара муње" који је опалио режисера када га је видео, како је изјавио Вање.
Филм је добио свој наставак 2015. године под називом Бела и Себастијан: Авантура се наставља. 

## Награде
Филм је 2014. године освојио признање за најбољи филм на украјинском фестивалу Children KinoFest.